# Dietrich Hans Borchardt

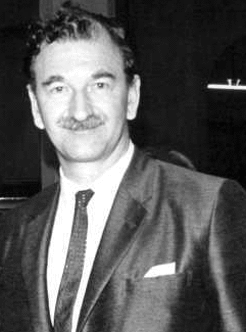
Dietrich Hans Borchardt (1965)

Dietrich Hans Borchardt (* 14. April 1916 in Hannover; † 6. Juni 1997 in North Balwyn (Australien)) besuchte in der Zeit der Weimarer Republik mehrere reformpädagogisch orientierte Landerziehungsheime. Zu Beginn der nationalsozialistischen Herrschaft emigrierte er aus Deutschland in benachbarte Länder und floh 1939 von Italien aus nach Neuseeland. Er wurde später in Australien ein bekannter Bibliothekar und Bibliograph, nach dem die Borchardt Library der La Trobe University benannt ist.

## Leben

### Die europäischen Jahre
Dietrich Borchardt war der Sohn des Arztes Max Borchardt (1874–1924) und dessen Frau Minna (geborene Lewinski; * 12. April 1877 in Lyck; † 1977). Das Ehepaar hatte vier Kinder, von denen nur die Tochter Erika (verheiratete Metzig; 1906–1984) und der Sohn Dietrich das Kindesalter überlebten. Die Familie war jüdischen Glaubens.
Mit Wirkung zum 1. November 1928 meldete Minna Borchardt sich und ihren Sohn von Hannover nach Burg Marquartstein im Chiemgau ab. Ob Hannover zu diesem Zeitpunkt noch der tatsächliche Wohnort der beiden war, ist unklar. Für Dietrich jedenfalls ist belegt, dass er zu den Schülern des von Hermann Harless geleiteten Nordsee-Pädagogiums in Wyk auf Föhr gehörte. Als Harless im Oktober 1928 das Nordsee-Pädagogikum verließ, um in Marquartstein eine eigene Schule zu gründen, gehörte Dietrich zu den 16 Schülern, die Harless aus Wyk folgten. Ob dieser Ortswechsel in gleicher Weise auch von Minna Borchardt vollzogen wurde, lässt sich nur vermuten. Im November 1929 schrieben Hermann und Elisabeth Harless in einem Brief an die Eltern ihrer Schüler: „So glauben wir, daß gerade auch irn Winter unser Heim, besonders für jüngere Kinder, jede MögIichkeit zur Kräftigung bietet, zumal wir in Frau Dr. Borchardt, unserer Hausdame, eine Gesundheitspflegerin zur Seite haben, die jede Schwäche bemerkt und ihr sofort aus vierjähriger Erfahrung mit moderner Therapie abzuhelfen weiß.“ Die Vermutung liegt nahe, dass Minna Borchardt, die den Doktortitel nur von ihrem Mann geerbt hatte, ihre „vierjährige Erfahrung mit moderner Therapie“ im Nordseesanatorium Haus Tübingen gesammelt hat, zu dem auch das Nordsee-Pädagogium gehörte. Das deutet auch darauf hin, dass sich Mutter und Sohn Borchardt vermutlich seit 1925 gemeinsam in Wyk aufhielten.

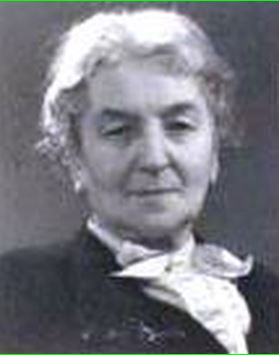
Minna Borchardts Foto auf einem australischen Dokument vom 16. Oktober 1950 (Das Bild wurde mit freundlicher Genehmigung der National Archives of Australia zur Verfügung gestellt. NAA: P1184, BORCHARDT M.)

Dietrich Borchardt war von 1928 bis 1931 Schüler des Landschulheims Marquartstein. Was der nun Fünfzehnjährige unmittelbar danach machte, ist unbekannt, und auch von Minna Borchardt ist nicht bekannt, wie lange sie in Marquartstein blieb. Zum Jahreswechsel 1934/35 befand sich Minna Borchardt jedoch in Florenz und war dort am Landschulheim Florenz in einer ähnlichen Funktion tätig wie zuvor in Marquartstein. „Tante Minna, Frau Dr. Borchadt, war die Witwe eines Arztes und leitete den gesamten Internatsbetrieb der Schule, keine leichte Aufgabe, denn die Unterbringung der Schüler und des Personals war auf vier oder fünf oder mehr gemietete Villen verteilt. Die Mahlzeiten wurden jedoch immer im großen Speisesaal der Pazzi eingenommen. Dies erforderte ein beträchtliches Organisationstalent und große Zielstrebigkeit. Außerdem diente sie, wie in solchen Schulen üblich, als Sanitätsposten und verabreichte Aspirin, giftige Sirupe usw.“:S. 24 Zu dieser Zeit soll Dietrich Borchardt unter der Woche an einem landwirtschaftlichen Training teilgenommen und seine Wochenenden bei seiner Mutter im Landschulheim verbracht haben.:S. 25
Diese Informationen über Dietrich Borchardt decken sich zumindest teilweise mit den Ausführungen von John Horacek in dessen Nachruf auf Dietrich Borchardt. Dort heißt es, allerdings ohne konkrete Zeitangaben, dass Borchardts Leben mit dem Beginn der antisemitischen Politik der Nazis immer schwieriger geworden sei und er eine Ausbildung abbrechen musste. Danach habe er jede Arbeit annehmen müssen, die er finden konnte. Er sei deshalb oft umgezogen und habe mit Anfang 20 zeitweise in der Schweiz, in Italien und Spanien gelebt. „Er war stolz darauf, dass er so viele Fertigkeiten beherrschte - mit Ochsen pflügen, Schweine ausliefern, Kühe melken und dergleichen mehr“, habe auf einem Bauernhof gearbeitet „und als Kulturführer in Florenz, wo er auch für ein spezialisiertes Antiquariat tätig war“.
Italien hatte am 7. September 1938 ein Rassengesetz verabschiedet, das allen ab 1919 in Italien eingebürgerten Juden die Staatsbürgerschaft aberkannte und die Ausweisung aller nicht-italienischen Juden androhte. Damit war auch Borchardt (von Horacek meist DHB genannt) und seiner Mutter kein Verbleiben in Italien mehr möglich. Doch ihre Wege scheinen sich vorerst getrennt zu haben. „Als die politische Lage in Europa immer verzweifelter wurde, hatte DHB das Glück, ein Visum für Neuseeland zu erhalten, wo er im Juni 1939 sein antipodisches Leben begann.“ Tatsächlich war er aber bereits am 13. April 1939 in Sydney angekommen, von wo aus er sich dann wohl nach Neuseeland begab.
Für Minna Borchardt dagegen finden sich im Internet nicht weiter verifizierbare Hinweise, dass sie nach Palästina eingewandert sei. Indirekt bestätigt wird das durch einen Eintrag in einer Passagierliste für den Zeitraum November 1946 – Juni 1947, aus dem hervorgeht, dass die Witwe Minna Borchardt – „Nationalité: Palestinian“ – mit einem französischen Schiff in Melbourne ankam. Als (Ziel-)Adresse ist „c/o D.H.Borchardt […], Johnsonville - Wellington, New Zealand“ eingetragen. Ein Jahr später, in einem Dokument in den Datenbanken der National Archives of Australia, wird ihre Religionszugehörigkeit als „unknown“ festgehalten. Ein weiteres Dokument, das ihre Ankunft von Wellington am 16. Oktober 1950 per Schiff in Sydney festhält, weist aus, dass sie über keinen Pass verfügt, aber über ein am 5. September 1950 in Dunedin ausgefertigtes Zertifikat, das ihr die unbegrenzte Aufenthaltsgenehmigung in Australien garantiert. Als Zweck ihrer Einreise gab sie an: „to live with my son a. Family“ in Hobart,

### Ausbildung in Neuseeland
Bereits 1940 heiratete Dietrich Borchardt Janet Duff-Sinclair (1916–1988) und wurde am 1. November 1946 neuseeländischer Staatsbürger. In den frühen 1940er Jahren begann Borchardt in Neuseeland auch seine Ausbildung. Er studierte an der Victoria University of Wellington und an der New Zealand Library School, machte 1944 einen Bachelor-Abschluss und 1947 seinen Master und fand Ende 1947 seine erste berufliche Stelle in der Bibliothek der University of Otago in Dunedin, wo er für die Buchbeschaffung zuständig war („Starting as Acquisitions Librarian“.). Obwohl Borchardt Neuseeland für die Möglichkeiten, die ihm hier geboten worden waren, dankbar gewesen sei, habe er aber seine berufliche Zukunft in Australien gesehen.

### Australien
Der Wechsel erfolgte 1950. Borchardt wurde zunächst stellvertretender Leiter und drei Jahre später Leiter der Bibliothek der University of Tasmania. Er blieb dieser Bibliothek bis 1963 verbunden – auch wenn diese Jahre „in vielerlei Hinsicht Jahre des Kampfes und der Enttäuschung waren. Es gab viele Hindernisse – der physische Zustand der Bibliothek, die Notwendigkeit, den Status der Position des Bibliothekars in der Universitätsverwaltung zu verbessern, der Mangel an Geldern und die Notwendigkeit, das Personal aufzubauen.“
Im Jahr 1964 besuchte Borchardt im Auftrag UNESCO Ankara, um als Sachverständiger die türkische Regierung in Bibliotheksfragen zu beraten. Nach seiner Rückkehr nach Australien bekam er das Angebot, als Bibliothekar an einer universitären Neugründung im Staat Victoria mitzuwirken.
1965 begann Borchardt als Gründungsbibliothekar an der neuen La Trobe University in Melbourne. Er leitete diese Bibliothek bis zu seiner Pensionierung Ende 1981. Er war der erste festangestellte Mitarbeiter dieser neuen Universität und wusste diese Position zum Aufbau einer leistungsfähigen Bibliothek zu nutzen. Nach seiner Pensionierung erhielt seine Bibliothek den Namen Borchardt Library. Die Geschichte dieser Bibliotheksgründung hat er in dem Aufsatz Establishing the La Trobe University Library aufgezeigt und darin nicht nur seine dortige Tätigkeit beschrieben, sondern auch Einblicke in seine Berufsphilosophie vermittelt.
Borchardt war auch selber als wissenschaftlicher Autor tätig, und die Bibliographie seiner Schriften (ohne Buchbesprechungen) umfasst mehr als 200 Einträge. Er verfasste zahlreiche Nachschlagewerke und Bibliographien zu Australienstudien und schrieb über das australische Buchwesen, über Psychologie, Statistik und Regierungsveröffentlichungen. 1970 gründete er die Zeitschrift Australian Academic & Research Libraries und blieb deren Herausgeber bis 1984. Er engagierte sich zudem in nationalen und internationalen Bibliotheksorganisationen, nahm als australischer Vertreter an UNESCO-Veranstaltungen teil und war Gastprofessor in den USA. Auf nationaler Ebene wirkte Borchardt als Berater der National Library of Australia und leistete einen großen Beitrag zum erleichterten Zugang zu australischen Regierungsinformationen. Er baute dazu in der La Trobe University Library eine Sammlung von Regierungspublikationen auf, verfasste entsprechende Publikationen und vertrat seine Vorstellungen hierzu vor parlamentarischen Gremien.

## Ehrungen
Nachdem Borchardt bereits 1963 von der australischen Bibliotheksvereinigung (Library Association of Australia) ausgezeichnet worden war, erhielt er 1978 deren höchste Auszeichnung, den HCL Anderson Award.
1977 wurden Borchardts Leistungen als Bibliothekar, Gelehrter und Bibliograph durch die Verleihung der Queen Elizabeth II Jubilee Medal gewürdigt, und 1982 wurde er „in Anerkennung der Verdienste um das Bibliothekswesen, insbesondere im Bereich der Bibliographie“ zum Mitglied des Order of Australia ernannt.

## Werke
Es wurde oben bereits auf die über 200 Titel umfassende Publikationsliste von Dietrich Borchardt hingewiesen. Der Katalog der Deutschen Nationalbibliothek umfasst nur 2 Titel. Eine umfassendere Übersicht findet sich im WorldCat. Eine weitere Übersicht stammt von
- Alan Ives: D. H. Borchardt: A Bibliography, Mount Taylor Press, Chifley (Australia) 1981. Von der Publikation wurden nur 25 Exemplare veröffentlicht; ein Exemplar davon befindet sich im Bestand der Niedersächsischen Staats- und Universitätsbibliothek Göttingen.